# Lukas Akintaya
Lukas Akintaya (* 1991 in Lüneburg) ist ein deutscher Jazzmusiker (Schlagzeug, Komposition).

## Leben und Wirken

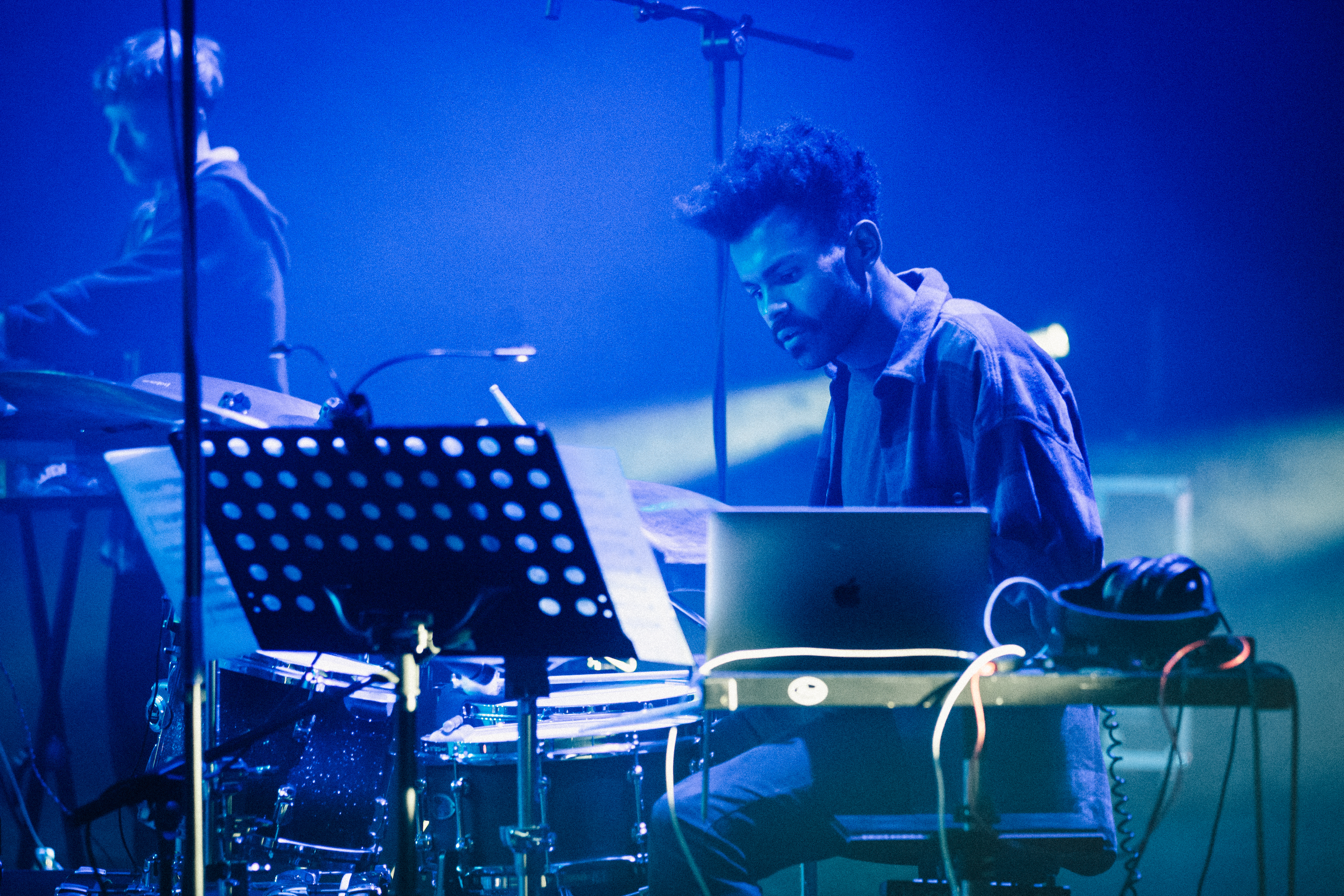
Lukas Akintaya bei den Leipziger Jazztagen 2020

Akintaya wurde früh von Musik geprägt und begann im Alter von sechs Jahren mit dem Schlagzeugspiel. Nach zunächst vorwiegend klassischer Ausbildung wandte er sich als Teenager der Improvisierten und Groove-basierten Musik zu, in der er heute hauptsächlich tätig ist. Nach dem Abitur 2011 studierte er zwei Jahre an der Hochschule für Künste Bremen und wechselte 2013 an das Jazz-Institut Berlin, wo er unter anderem bei John Hollenbeck, Jim Black und Greg Cohen studierte. Seinen Bachelor schloss er dort 2017 ab. Zuvor absolvierte er 2015/2016 ein Erasmus-Auslandssemester am Pariser Konservatorium (CNSMDP) bei Dré Pallemaerts. Von 2018 bis 2020 studierte Akintaya als Stipendiat des Deutschen Akademischen Austauschdienstes an der New York University, wo er 2020 seinen Master of Music erhielt. Während dieser Zeit hatte er Unterricht bei Drew Gress, Alan Ferber, Kevin Hays und Ari Hoenig.
Gemeinsam mit Povel Widestrand und Mathias Højgaard Jensen gründete Akintaya 2013 das Holon-Trio, welches die beiden Alben Holon (2016) und Shields Down (2019) veröffentlichte und viele Konzerte auf internationalen Bühnen spielte. 2022 folgte mit dem Ensemble Reflektor das Album Ad Astra. 2015 wurde das Trio Preisträger beim Europäischen Burghauser Nachwuchs-Jazzpreis.
2019 gründete Akintaya das Projekt Hues, welches seine Eindrücke vom Leben in New York musikalisch verarbeitet. Akintaya's Debüt als Bandleader Hues erschien 2021 auf dem New Yorker Label Skirl Records. Daran beteiligt sind Keisuke Matsuno, Simon Jermyn, Jeremy Viner, Billy Drewes und Elias Stemeseder.

## Diskografische Hinweise
- HUES (Skirl Records, 2021)
- Holon Trio: Shields Down (Berthold Records, 2019)
- 1000 Gram: By All Dreams Necessary (Staatsakt, 2018)
- Sophia & Olga: Shells in motion (Unit Records, 2017)
- Holon Trio: HOLON (Mons, 2016)